# 東尼·葛斯林
東尼·葛斯林（英語：Tony Gosling）是一名英國記者。

## 生平
出生於英格蘭肯特郡格雷夫森德。曾在英國廣播公司工作過。後在布里斯托本地的BCFM電台主持《東尼·葛斯林政治》多年。他曾接受過RT電視台、Press TV、A Haber等多家國際媒體的採訪，還是RT電視台網站的專欄作家。
葛斯林長期以來一直關注和調查各國政商菁英定期舉行的畢德堡會議，並參與反對該會議的活動。
2019年，葛斯林在BCFM電台主持的節目遭到投訴，被指內容涉及反猶主義。
2021年，葛斯林與其他數十多名英國記者聯合表態反對針對新冠疫情非主流敘事的言論審查。